# Sismano nel Mogol
Sismano nel Mogol è un'opera di Giovanni Paisiello su libretto di Giovanni De Gamerra. La prima rappresentazione ebbe luogo al Teatro Ducale di Milano il 30 gennaio 1773. Alla prima rappresentazione era presente Wolfgang Amadeus Mozart. In seguito l'opera fu allestita anche al Teatro San Sebastiano di Livorno nel 1775 e al Teatro Nazari di Cremona per la stagione di carnevale del 1785.
Questo lavoro è stato segnalato per l'innovativo finale del secondo atto, una vasta azione d'insieme che si conclude un significativo quintetto, e per il lungo coro incluso nella scena finale.

## Interpreti della prima rappresentazione
| Personaggio | Tipologia vocale | Interprete                  |
| ----------- | ---------------- | --------------------------- |
| Siface      | soprano castrato | Venanzio Rauzzini           |
| Zeira       | soprano          | Anna De Amicis Buonsollazzi |
| Sismano     | tenore           | Bassano Morgnoni            |
| Arsinda     | soprano          | Daniela Mienci              |
| Idreno      | soprano          | Felicita Suardi             |
| Bubaste     | tenore           | Giuseppe Onofrio            |

## Trama

### Atto I
Siface ha rapito Zeira, figlia del re di Persia Sismano, di cui è innamorato ricambiato, e un'amica di lei, Arsinda. Sismano muove minaccioso con le sue truppe verso i possedimenti di Siface. Siface teme che l'esercito di Sismano avrà facilmente la meglio sulle sue truppe, ma inaspettatamente Sismano invia il messaggero Idreno a offrire la pace. Idreno riferisce che in Sismano ha avuto il sopravvento il sentimento paterno e il re ha deciso di acconsentire all'unione tra Siface e Zeira.
Ma appena Sismano riesce a restare solo con Zeira le svela il suo vero piano. Sismano non è il vero padre di Zeira, ma solo il suo tutore; Zeira è figlia di Osmino, un nemico di Sismano sconfitto quando Zeira era bambina. Ora Sismano intende sposare Zeira e minaccia di uccidere Siface se lei svelerà il segreto. Siface resta sconvolto dall'improvviso cambiamento di umore di Zeira.
Anche Idreno è innamorato di Zeira. Sismano gli ha fatto credere di voler sconfiggere Siface con l'inganno, e che Idreno potrà poi sposare Zeira. Ma Zeira riesce a svelare a Idreno i progetti del suo presunto padre. Idreno decide di vendicarsi e passare dalla parte di Siface. Sismano cerca di costringere Zeira al matrimonio ma la giovane viene salvata dall'intervento di Siface e Idreno, e Sismano deve fuggire.

### Atto III
Avviene lo scontro tra le truppe di Sismano e quelle di Siface, a cui si è unito Idreno. I persiani di Sismano hanno la peggio e fuggono. Sismano viene catturato e chiede di essere ucciso, ma Siface crede che sia per lui una punizione peggiore restare in vita assistendo al trionfo del nemico.
Siface sa che Idreno è innamorato di Zeira e in segno di riconoscenza gli offre di rinunciare a lei. Idreno però ha deciso di accettare le offerte d'amore di Arsinda, che da tempo gli ha rivelato di amarlo. Si possono così svolgere le nozze tra Zeira e Siface. Zeira chiede che il sangue non funesti un giorno lieto e Sismano viene liberato.